# Vechile capitale ale țării noastre
Vechile capitale ale țării noastre este un film românesc din 1974 regizat de Petre Sirin.